# AccuRev
AccuRev es una aplicación de gestión de configuración desarrollada por AccuRev, Inc. en 2002. En diciembre de 2013 AccuRev fue adquirida por Micro Focus, pasando a formar parte del portfolio de aplicaciones Borland de gestión del ciclo de vida.
AccuRev es un sistema de control de versiones centralizado con modelo cliente-servidor. La comunicación se realiza vía TCP/IP haciendo uso de un protocolo propietario. Los servidores pueden funcionar como servidores de equipo, de integración continua o de compilación. AccuRev está basado en una arquitectura de flujos (denominados streams) que forman una estructura jerárquica de cambios de código en la que los streams padres pueden pasar determinadas propiedades a sus descendientes mediante un modelo de herencia. Los desarrolladores pueden hacer cambios mediante funciones de línea de comandos, interfaz gráfica Java, interfaz web o complementos para entornos de desarrollo (Eclipse, Visual Studio e IntelliJ IDEA).

## Características

### Streams y desarrollo paralelo
AccuRev captura y controla las relaciones entre bases de código en entornos paralelos utilizando una arquitectura basada en streams. Esto permite a los equipos almacenar el trabajo de forma seguro y probarlo antes de que sea compartido con otros. El código se integra automáticamente (operación merge) o se hereda entre streams y equipos en el momento en el que se comparte hacia un stream superior en la jerarquía.

### Historial privado del desarrollador
El proceso de guardado en AccuRev consta de dos pasos. Los usuarios pueden realizar un check-in privado a su espacio de trabajo (workspace) en una operación denominada keep antes de compartirlo con el resto del grupo. Posteriormente pueden promover los cambios al stream superior mediante el comando promote.

### Paquetes de cambio
AccuRev se integra con diversos sistemas de gestión de incidencias y herramientas de gestión de proyectos. Es posible asociar las promociones de código a incidencias o paquetes de cambio, ya que la mayor parte de los comandos se pueden ejecutar a nivel de incidencia en lugar de por ficheros o directorios.

### Desarrollo distribuido
AccuRev permite estructuras de streams remotos y replicación para equipos distribuidos. Los servidores de réplica funcionan como una caché local que acelera las lecturas y escrituras mientras mantiene sincronizada la base de código con el repositorio central.

### Fusión automática de código
Los streams en AccuRev comparten y fusionan automáticamente el código con sus descendientes, en contraposición a las ramas de herramientas similares. Esta herencia y fusión automática puede ser limitada en determinadas circunstancias:
- Los workspaces de los desarrolladores no reciben automáticamente los cambios de su stream superior, sino que lo hacen bajo petición del usuario.
- Se pueden definir streams estáticos (snapshots) para mantenimiento de versiones ya liberadas que no deban recibir nuevas actualizaciones de otras líneas de desarrollo.
- Es posible impedir la propagación de cambios que supongan no pasar las pruebas de integración.